# کن مینارد
کن مینارد (انگلیسی: Kenneth Olin Maynard; ۲۱ ژوئیهٔ ۱۸۹۵ – ۲۳ مارس ۱۹۷۳) یک هنرپیشه، و نوازنده اهل ایالات متحده آمریکا بود.

## گزیده فیلمشناسی
از فیلم‌ها یا برنامه‌های تلویزیونی که وی در آن نقش داشته‌است می‌توان به آثار زیر اشاره کرد.
- ترس آریزونا (۱۹۳۱، ۱۹۳۶)
- پاگنده (۱۹۷۰)